# Province de Pamplona
1555–1857
Entités précédentes :
- Tierra Firme (1555)

Entités suivantes :
- État fédéral de Santander (1857)

La province de Pamplona, ou corregimiento de Pamplona durant la domination espagnole, était une entité administrative et politique de la Nouvelle-Grenade. Elle fut créée en 1555 et dissoute en 1857. Sa capitale était Pamplona.

## Histoire
La province de Pamplona est initialement un gouvernorat de la vice-royauté de Nouvelle-Grenade (entité coloniale espagnole recouvrant le nord de l'Amérique du Sud).
Après l'indépendance, la province est intégrée à la Grande Colombie, au sein du département de Boyacá. 
Après la dissolution de cette dernière, la province fait partie de la République de Nouvelle-Grenade. 
En 1857, la province de Pamplona fusionne avec les provinces de García Rovira, Ocaña, Santander, Socorro et Soto et devient l'État fédéral de Santander.

La province de Pamplona en 1810
La province de Pamplona en 1855